# دونگا تسرنیشاوا
دونگا تسرنیشاوا (به صربی: Donja Crnišava) یک منطقهٔ مسکونی در صربستان است که در Trstenik واقع شده‌است. دونگا تسرنیشاوا ۴۱۰ نفر جمعیت دارد.